# Mel Bourne
Melvin „Mel“ Bourne (* 23. November 1923 als Melvin B. Bornstein in Chicago, Illinois; † 14. Januar 2003 in New York City, New York) war ein US-amerikanischer Bühnenbildner und Filmarchitekt.

## Leben
Bourne ließ sich an der Purdue University in Indiana zum Chemotechniker ausbilden, wurde aber durch den Zweiten Weltkrieg an seiner Berufsausübung gehindert. Nach dem Krieg besuchte er die Yale School of Drama mit dem Ziel, als Bühnenbildner beim Theater zu arbeiten. Noch Ende der 1940er Jahre begann er seine Laufbahn an kleineren Theatern, später entwarf Bourne die Dekorationen für ambitionierte Broadway-Inszenierungen wie The Millionairess mit Katharine Hepburn in der Titelrolle, The Male Animal, Seagulls Over Sorrento (alles 1952) und End as a Man (1953).
Ab Mitte der 1950er Jahre schuf Bourne sich ein zweites Standbein als Ausstatter für Fernsehproduktionen und designte 1957 auch erstmals für den Kinofilm. Bis weit in die 1970er Jahre hinein blieb er jedoch diesem Medium weitgehend fern, erst Woody Allen holte Bourne für die große Leinwand zurück. Für dessen New Yorker Tragikomödien Der Stadtneurotiker, Manhattan und Broadway Danny Rose sollte Bourne seine besten Arbeiten liefern. Später kamen auch Aufträge für eine Reihe von klassischen Hollywood-Kommerzproduktionen wie F/X – Tödliche Tricks, Der Unbeugsame, Eine verhängnisvolle Affäre, Ein unmoralisches Angebot und Striptease hinzu.  Trotz seiner Arbeit für das Kino blieb Bourne sporadisch dem Fernsehen verbunden und trat beispielsweise kurzzeitig als gestalterischer Berater der Serie Miami Vice in Erscheinung.
In seiner Karriere wurde Bourne drei Mal (1979, 1985, 1992) für den Oscar in der Kategorie Bestes Szenenbild nominiert.

## Familie
Mel Bourne war fünf Jahre lang mit der Schauspielerin Sarah Marshall (1933–2014) verheiratet, einer Tochter von Herbert Marshall.
Timothy Bourne (* 1954), Mels Sohn aus dieser Ehe, arbeitet als Aufnahmeleiter, Regieassistent und seit 2008 regelmäßig als Filmproduzent. Sein anderer Sohn ist in die Fußstapfen des Vaters getreten: Tristan P. Bourne (* 1966) arbeitete zunächst als Garderobier und Deko-Maler, später als Szenenbildnerassistent und schließlich als Filmarchitekt.

## Filme
- 1954: Howdy Doody (TV-Serie)
- 1957: That Night
- 1957–1959: Decoy (TV-Serie)
- 1961: Licht im Dunkel
- 1975: Einsatz in Manhattan (TV-Serie, eine Folge)
- 1976: Der Stadtneurotiker
- 1977: Der große Grieche (The Greek Tycoon)
- 1977: Nunzio, der Supermann (Nunzio)
- 1978: Innenleben
- 1978: Manhattan
- 1979: L ist nicht nur Liebe (Windows)
- 1980: Stardust Memories
- 1981: Der Einzelgänger (Thief)
- 1982: Eine Sommernachts-Sexkomödie
- 1982: In der Stille der Nacht
- 1983: Zelig
- 1983: Der Unbeugsame
- 1983: Broadway Danny Rose
- 1985: F/X – Tödliche Tricks
- 1985: Manhunter – Roter Drache
- 1987: Eine verhängnisvolle Affäre
- 1987: Angeklagt
- 1987: Cocktail
- 1988: Rude Awakening
- 1989: Die Affäre der Sunny von B.
- 1990: Der König der Fischer
- 1991: Man Trouble – die Katze und der Fuchs (Man Trouble)
- 1992: Ein unmoralisches Angebot
- 1993: Angie (Angie I Says)
- 1994: Kiss of Death
- 1995: Power of Love
- 1995: Striptease
- 1999: Gloria
- 2000: Eventual Life (Kurzfilm)
- 2000: Mut zur Liebe (Cupid & Cate, Fernsehfilm)